# Вилла-Пома
Вилла-Пома (итал. Villa Poma) — коммуна в Италии, располагается в регионе Ломбардия, подчиняется административному центру Мантуя.
Население составляет 2029 человек, плотность населения составляет 145 чел./км². Занимает площадь 14 км². Почтовый индекс — 46020. Телефонный код — 0386.
Покровителем населённого пункта считается Архангел Михаил. Праздник ежегодно празднуется 29 сентября.